# Zwingle
Zwingle – miasto w Stanach Zjednoczonych, w stanie Iowa, w hrabstwach Dubuque i Jackson. W 2000 roku liczyło 100 mieszkańców.